# Moitessieria juvenisanguis
Moitessieria juvenisanguis е вид коремоного от семейство Moitessieriidae. Видът е световно застрашен, със статут Уязвим.

## Разпространение
Разпространен е във Франция.